# Convolvulus dorycnium
Convolvulus dorycnium, deutsch auch Backenklee-Winde genannt, ist eine Pflanzenart aus der Gattung der Winden (Convolvulus) in der Familie der Windengewächse (Convolvulaceae).

## Beschreibung
Convolvulus dorycnium ist ein aufrecht wachsender, sparrig verzweigter, dicht behaarter Strauch mit Wuchshöhen von 50 bis 100 cm. Ältere Stängel und Zweige sind verholzt und steif. Die Laubblätter sind linealisch-spatelförmig bis verkehrt-lanzettlich. 
Die Blütenstiele sind deutlich länger als die Tragblätter und die Blüten. Die Blütenstände bestehen aus einer bis wenigen Blüten. Die Krone ist 10 bis 20 mm lang und rosa gefärbt.
Die Chromosomenzahl beträgt 2n = 30.

## Systematik
Convolvulus dorycnium wurde 1759 von Carl von Linné erstveröffentlicht. Sie untergliedert sich in drei Unterarten:
- Convolvulus dorycnium L. subsp. dorycnium: die äußeren Kelchblätter sind verkehrt-eiförmig und stumpf bis ausgerandet mit einer kurzen Stachelspitze. Sie kommt vom zentralen Mittelmeergebiet bis zum Iran vor.[5]
- Convolvulus dorycnium L. subsp. oxysepalus (Boiss.) Rech.f.: die äußeren Kelchblätter sind lanzettlich-länglich und spitz bis zugespitzt mit langer Stachelspitze. Sie kommt vom östlichen Mittelmeergebiet bis Afghanistan vor.[5]
- Convolvulus dorycnium L. subsp. subhirsutus (Regel & Schmalh.) Sa'ad: Sie kommt vom nordöstlichen Iran bis Zentralasien und Afghanistan vor.[5]

## Vorkommen
Convolvulus dorycnium wächst an trockenen Ruderalstandorten.
Convolvulus dorycnium subsp. dorycnium kommt in Europa in Südgriechenland und auf Kreta, in Vorderasien auf den Ostägäischen Inseln, in Westanatolien sowie auf Zypern und in Nordafrika in Tunesien, Libyen und Ägypten vor. Convolvulus dorycnium subsp. oxysepalus ist weiter östlich verbreitet und kommt in Ost- und Südanatolien, Libanon, Syrien, Palästina und im Iran vor, fehlt aber auf Zypern.